# Ostrovy Torresova průlivu

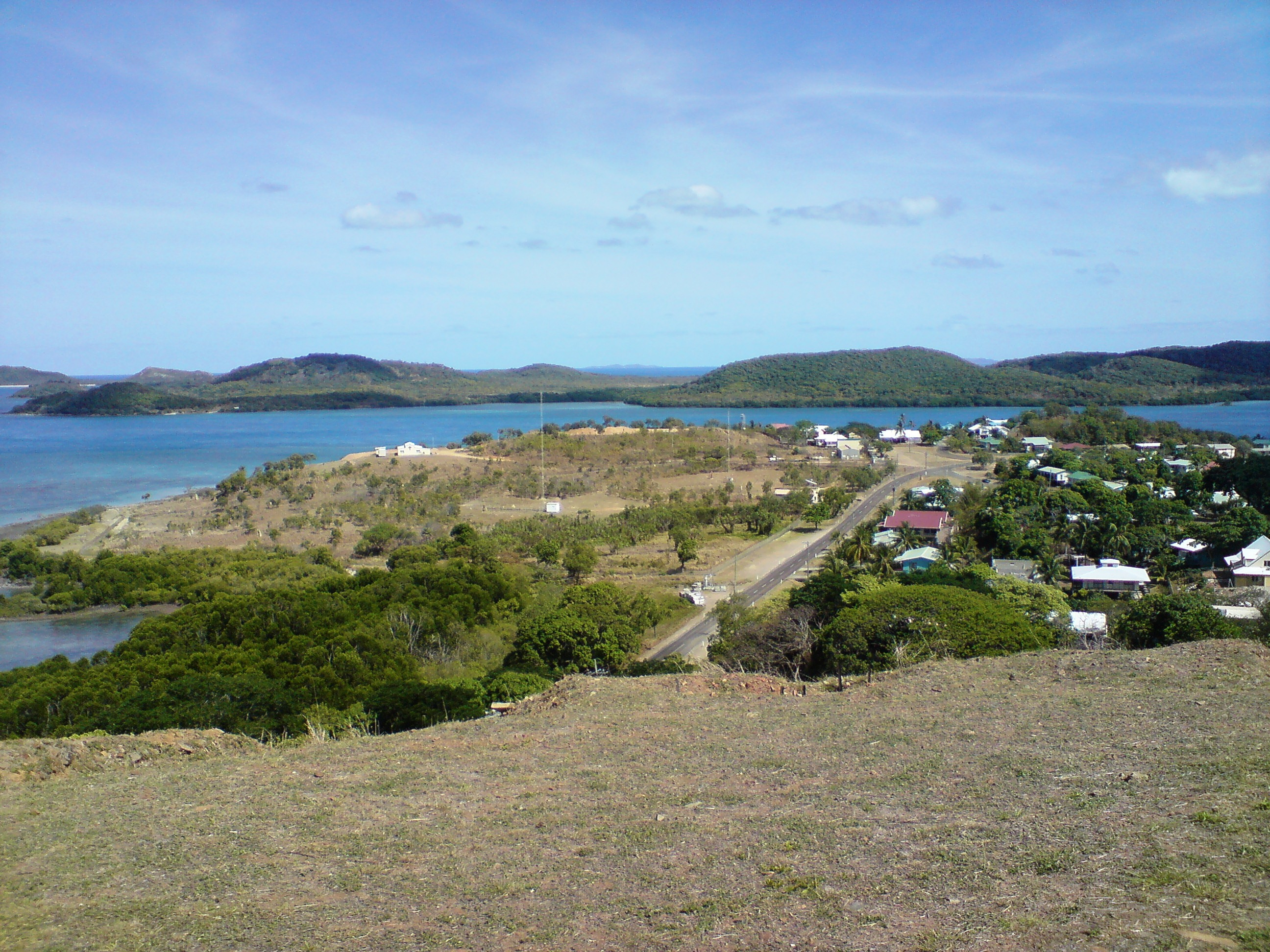
Thursday Island

Ostrovy Torresova průlivu je asi 200 km dlouhý řetěz ostrovů mezi Austrálií a Novou Guineou. Souostroví je tvořeno 274 ostrovy, z toho 14 je obydlených; celková rozloha pevné země činí 566 km². Podle sčítání z roku 2011 zde žije 4 248 obyvatel, většinu z nich tvoří domorodí Melanésané, kteří jsou zákonem uznáváni vedle Austrálců jako skupina původních obyvatel s autonomií v rámci Queenslandu. Hlavním městem je Thursday Island na stejnojmenném ostrově. Obyvatelé používají kreolský jazyk zvaný yumplatok.
Souostroví je pozůstatkem pevninského mostu spojujícího Austrálii s Novou Guineou, který byl zaplaven při oteplení před 12 000 lety. Lidské osídlení je staré nejméně dva a půl tisíce let. Jako první Evropan oblast navštívil Luis Váez de Torres v roce 1606. Angličtí misionáři se na ostrovech vylodili 1. července 1871 a výročí jejich příchodu je dosud slaveno jako lokální svátek. Od roku 1879 Ostrovy Torresova průlivu patří Queenslandu a v roce 1901 se spolu s ním staly součástí Australského společenství. Od osmdesátých let vedl Eddie Mabo hnutí za práva domorodců. V roce 1994 získalo souostroví samosprávu jako Torres Strait Regional Authority, o rok později mu byla oficiálně udělena vlastní vlajka. Část obyvatel však požaduje plnou nezávislost země.
Ostrovy jsou převážně ploché a obklopené korálovými útesy. Vnitrozemí je porostlé tropickým pralesem, zdejší faunu tvoří dugong indický, krokodýl mořský, holub strakatý a další druhy. Hlavním zdrojem obživy obyvatel je zemědělství a rybolov. Koncem devatenáctého a začátkem dvacátého století byly ostrovy střediskem lovu perel, jeho význam však poklesl vzhledem k rozvoji umělého pěstování. Na ostrově Horn Island se těžilo zlato.